# Železniční trať Veles–Kremenica

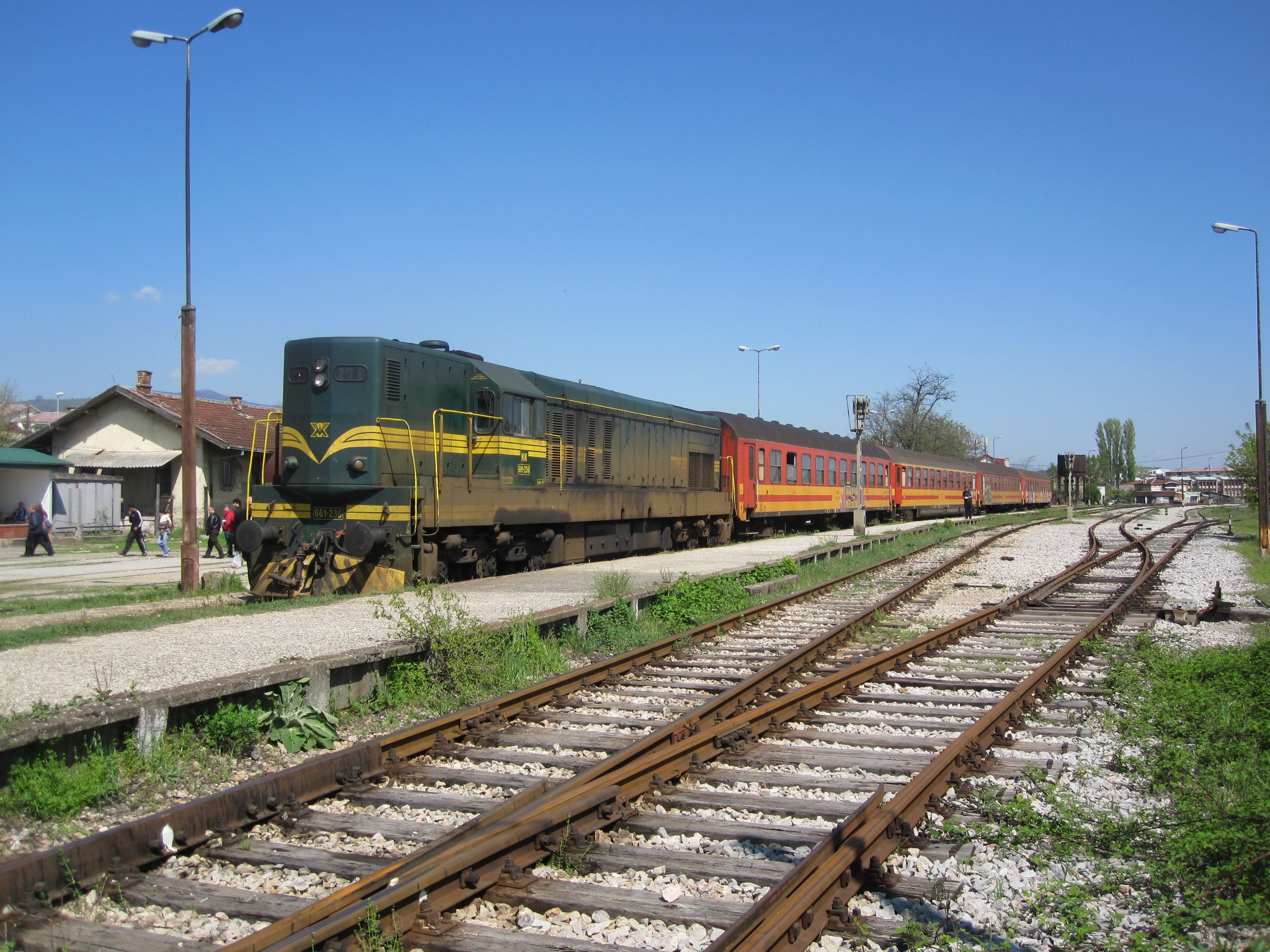
Nádraží v Bitole.

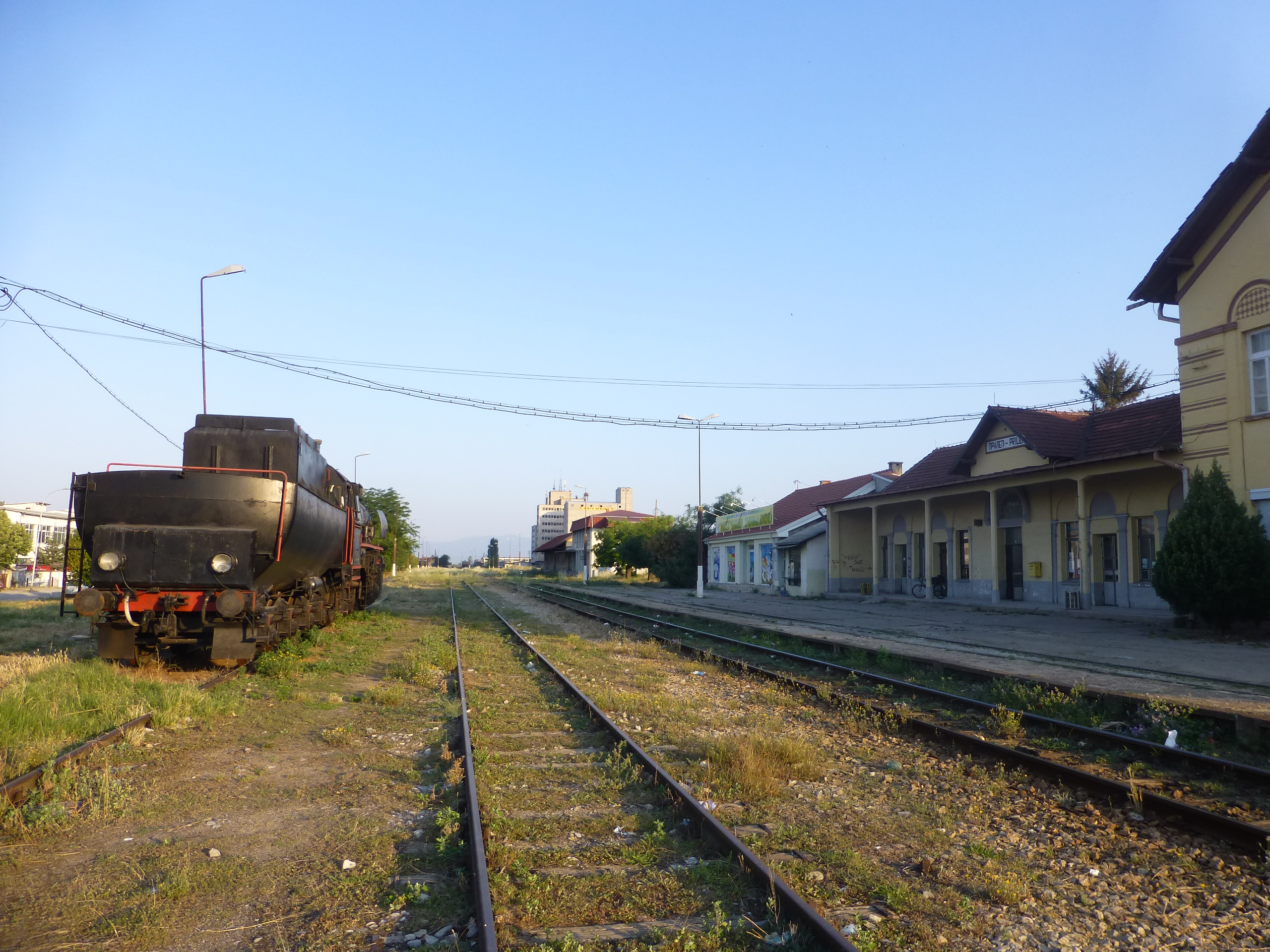
Nádraží v Prilepu.

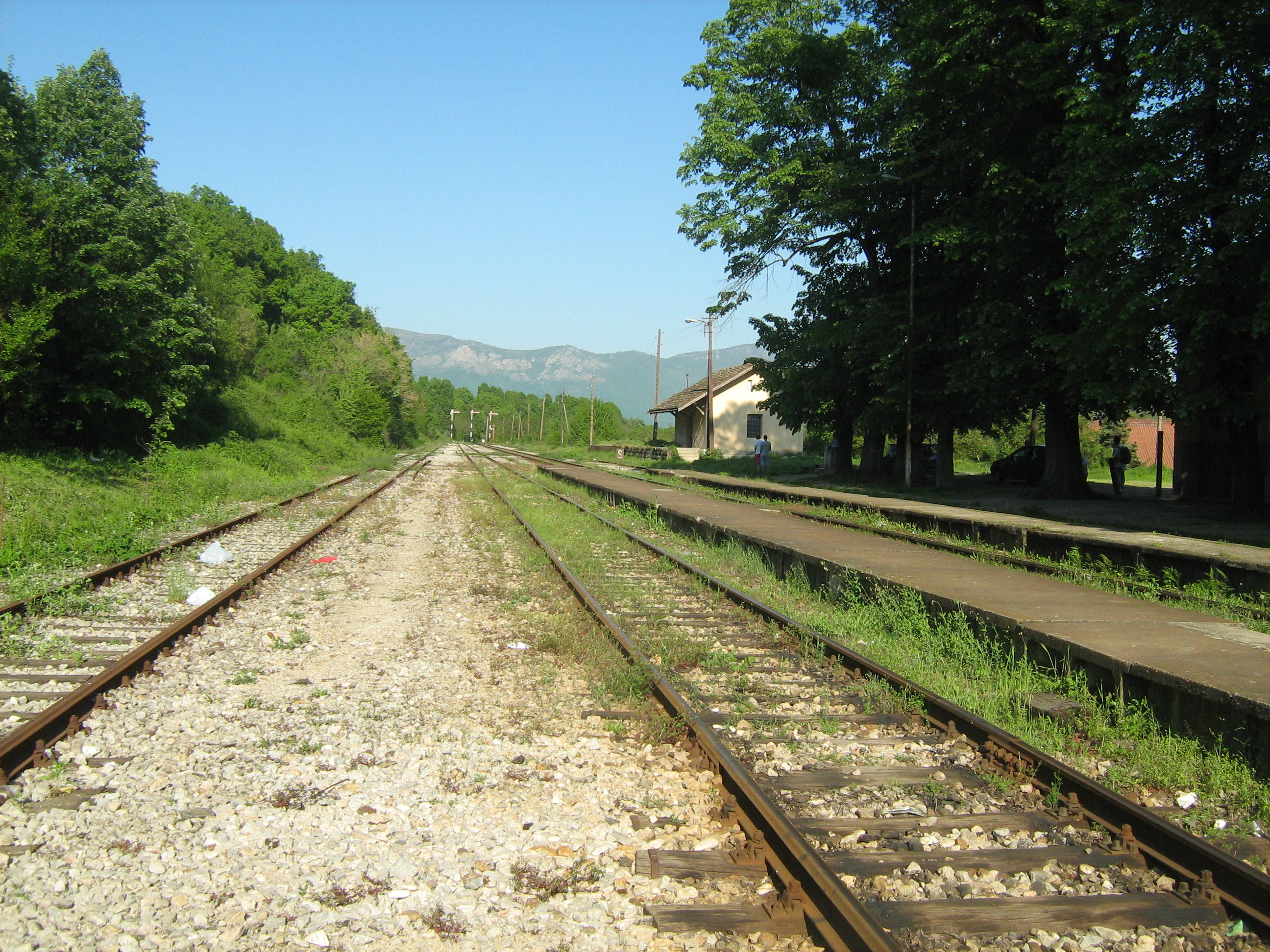
Nádraží v Bogomile.

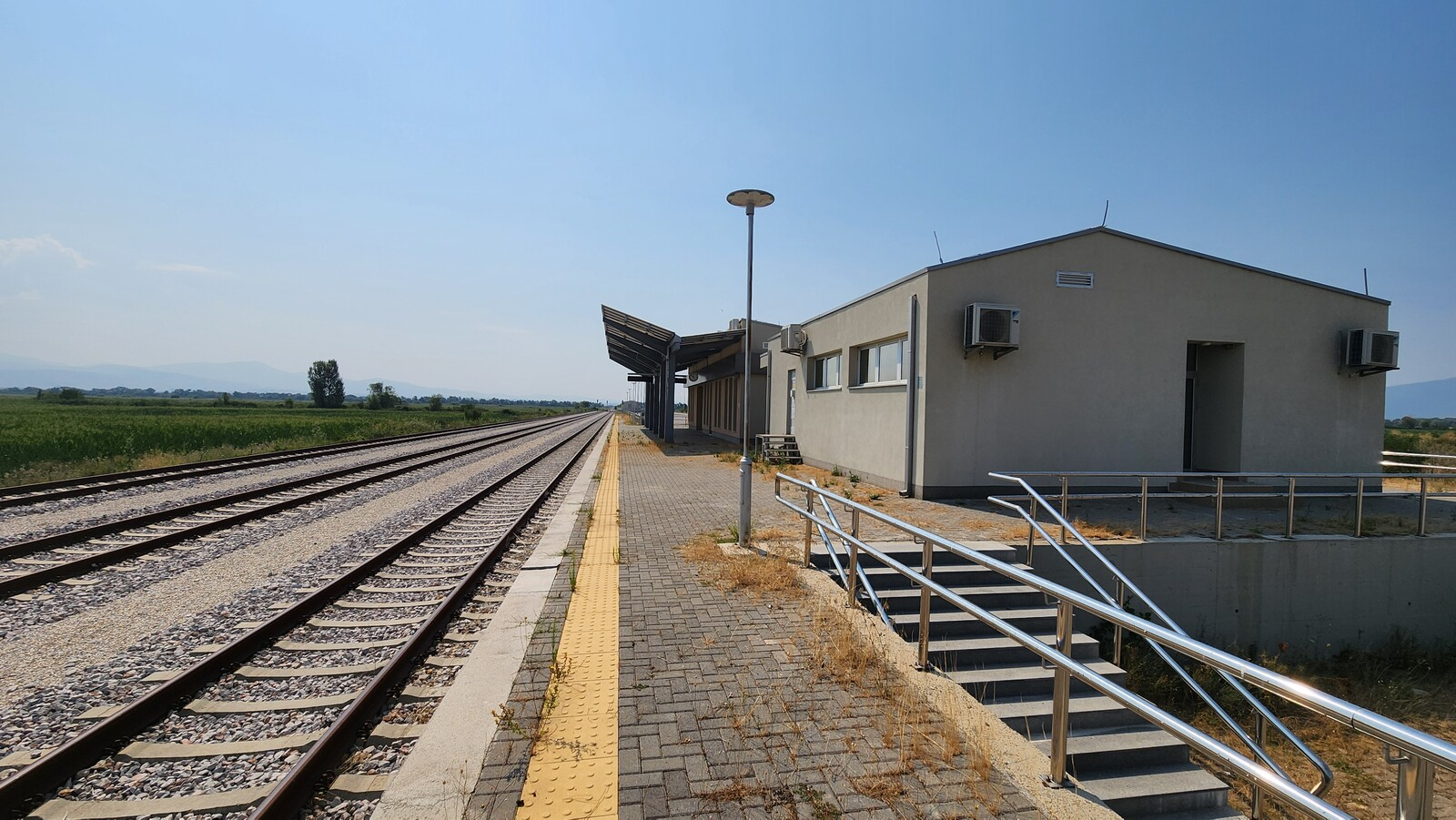
Nádraží v Žabeni

Železniční trať Veles–Kremenica (makedonsky Железничка пруга Велес–Кременица) se nachází v centrální a jižní části Severní Makedonie. Zajišťuje spojení měst Prilep a Bitola se zbytkem severomakedonské železniční sítě. Ve své jižní části navazuje na trať Soluň–Florina, přeshraniční úsek je však bez provozu.
Délka trati je 146 km, trať je jednokolejná a neelektrizovaná.

## Historie
Trať začala být budována ještě v 19. století, ještě během období existence Osmanské říše. První její úsek ze Soluně do města Bitola (dříve Monastir) byl dokončen v roce 1894. Po roce 1912, kdy získala území dnešní Severní Makedonie však trať byla odtržená od zbytku dříve turecké a později řecké železniční sítě. Během 30. let 20. století, kdy jugoslávské království zrealizovalo rozsáhlý projekt modernizace a rozšíření železniční sítě, byl dobudován chybějící úsek do města Veles. Výstavba tohoto úseku se uskutečnila do roku 1936. Jednalo se o nepříliš prioritní stavbu pro jugoslávské železnice, financována byla z půjčky, která byla zemi poskytnuta v meziválečném období. V roce 1931 byl otevřen úsek do Prilepu, který vedl v rovné krajině a nebylo technicky příliš náročné jej zrealizovat. O pět let později byla trať prodloužena do Velesu.
Od první poloviny 90. let byla zastavena přeshraniční doprava z důvodu makedonsko-řeckých sporů a všechny vlaky končily v Bitole. V roce 2014 bylo rozhodnuto o modernizaci této trati a obnově poškozeného spojení s Řeckem. Obnova tratě stála 17.2 mil. EUR, z čehož 6 mil. EUR přispěla Evropská unie. Trať byla zprovozněna v roce 2019, nicméně žádné pravidelné vlaky po trati nejezdily, jelikož po vypuknutí pandemie covidu-19 řecké státní železnice pozastavily všechny mezinárodní spoje. Přes opakované urgence ze strany Makedonie, nezájem řeckých železnic o přeshraniční spojení Bitola–Florina přetrvává. V roce 2025 je vedený jediný pár vlaků do Žabeni, poslední stanice na makedonském území, v průmyslové zóně nedaleko Bitoly.

## Stanice
- Veles
- Topolka
- Čaška
- Stari Grad
- Martolci
- Vasil Antevski
- Teovo
- Sogle
- Bogomila
- Oreše
- Gostiražni
- Slepče
- Brailovo
- Senokos
- Prilep
- Galičani
- Bakarno Gumno
- Trojkrsti
- Novoselani
- Loznani
- Vašarejca
- Nikola Karev
- Bitola
- Kravari
- Žabeni
- Kremenica